# Casa Harkonnen

Bandera naranja de los Harkonnen.

Un grifo azul emblema de los Harkonnen.

La casa Harkonnen es una de las más importantes del universo de la saga de novelas Dune, de Frank Herbert.
En las novelas escritas por el propio Frank Herbert el rol de la casa Harkonnen es el de antagonista de la casa Atreides, la casa natal de Paul-Muad'Dib Atreides, protagonista de las novelas. Las series de novelas posteriores, escritas por Brian Herbert y Kevin J. Anderson, matizarían el papel de la casa Harkonnen dentro del universo Dune.

## Contexto
En el universo Dune las "casas" son familias nobles que conviven en un difícil equilibrio en un sistema político neo-feudal, en cuyo centro reside el Padishah Emperador. El poder del emperador y de su casa, la Casa Corrino, sostenido por sus legiones personales de tropas fanáticas, los Sardaukar, se ve compensado por el poder de la nobleza, representado por el Landsraad (el Consejo de Nobles), aquí sobre todo destacan las grandes casas del Landsraad como la "Casa Atreides", la "Casa Harkonnen", la "Casa Vernius" que tras un convulsionado camino transita de gloria a desgracia, para volver a alcanzar su posición privilegiada en el alto consejo del Landsraad como gigante tecnológico. Otras casas de menor importancia para el desarrollo de la trama figuran también en el consejo, como la casa Richese, la casa de Ecaz (Aliada de los Atreides) y la casa Moritani (a veces aliados de los Harkonnen).
El otro punto que mantiene el equilibrio en el imperio es el del comercio y viajes espaciales, representado por la CHOAM (liga de comerciantes y al mismo tiempo banca galáctica) y la Cofradía Espacial que posee el monopolio de los viajes interplanetarios, vedado a cualquier otra institución, excepto a ellos. Y finalmente el aparentemente religioso de la secta de las Bene Gesserit.

## Historia

### Antes del inicio deDune
En la serie de precuelas escritas por Brian Herbert y Kevin J. Anderson se indica que la supuesta cobardía del jefe Harkonnen en la batalla de Corrin (introducida en el libro Dune y origen de la rivalidad Atreides-Harkonnen) fue en realidad caridad ante un general Atreides despiadado que, en pleno Jihad Butleriano (la lucha entre robots y humanos que dio origen al Imperio), ordenó a Abulurd Harkonnen masacrar a seres humanos esclavizados por los robots. 
En todo caso, la batalla dio origen a una rivalidad que derivó en vendetta (kanly en el lenguaje de Dune) entre los Harkonnen y los Atreides, vendetta que sería el motor detrás de todas las relaciones Atreides-Harkonnen posteriores. 
Tras la batalla de Corrin, el nuevo Imperio gobernado por los Corrino exiliaría a los Harkonnen al planeta helado de Lankiveil. Allí los Harkonnen reharían su fortuna a través del comercio, enriqueciéndose con la pieles obtenidas de la pesca de las ballenas del océano helado del planeta. La riqueza mejoró la posición de la casa dentro de la compañía CHOAM (la herramienta de las Grandes Casas y del Imperio para sacar partido al comercio interplanetario).
Posteriores manejos con el mercado de las pieles harán a la casa Harkonnen suficientemente rica como para poder obtener la importantísima concesión minera de Arrakis. Debido a la pobre reputación de la casa, esta concesión no la hace directamente el Padishah Emperador, sino a través de la compañía CHOAM.

### Tras el inicio deDune
Al inicio del libro "Dune", la casa Harkonnen es una de las más importantes del Landsraad por su riqueza, mayoritariamente proveniente de la producción de especia melange producida en Arrakis. Aun siendo una de las Grandes Casas del Landsraad, los antecedentes históricos de los Harkonnen hacen muy inestable su posición social, posición que los Harkonnen pretenden aumentar a través de los beneficios de la especia y de su aparente fidelidad al Padishah Emperador.
Ésta fidelidad lleva al despiadado y ambicioso barón Vladimir Harkonnen a permitirse servir de fachada al Padishah Emperador Shaddam IV en su lucha contra la casa Atreides (que se había vuelto una amenaza a la posición de los Corrino). Sirviendo de testaferro del Emperador y cediendo sus propias tropas, el barón tiene un objetivo triple: aumentar su prestigio frente al Imperio, permitiendo así mejorar su posición frente a las otras Grandes Casas; obtener beneficios económicos de la especia que puedan satisfacer las secretas ambiciones imperiales de la Casa, personificadas en su sobrino y heredero (na-Barón) Feyd-Rautha Harkonnen; y, por último, concluir finalmente el kanly con el exterminio de todos los Atreides. 
Aunque en principio la operación concluye satisfactoriamente para la casa Harkonnen, con la muerte del duque y el nombramiento del feroz pero torpe Glossu Rabban (conocido en Arrakis como La Bestia Rabban), gobernador de Lankiveil, el surgimiento de Paul-Muad'Dib Atreides como líder de los Fremen debilitará progresivamente su posición, hasta terminar siendo derrotado junto con las tropas imperiales en la batalla de Arrakis. El barón Harkonnen será asesinado por Alia Atreides en la batalla, mientras que el na-Barón Feyd Rautha morirá en un combate singular contra Paul Atreides. 
Aunque la batalla de Arrakis supuso la práctica desaparición de la casa Harkonnen como tal, los Harkonnen seguirían teniendo protagonismo en las subsiguientes novelas de Dune: Dama Jessica Atreides, esposa de Leto I y madre de Paul-Muad'Dib, era hija del barón Harkonnen con una Bene Gesserit, con lo que la sangre Harkonnen seguiría corriendo por las venas de la familia. 
En Hijos de Dune, Alia Atreides, regente de Arrakis tras la desaparición de Paul-Muad'Dib, saturada ante la presión de las memorias de todos sus antepasados, es progresivamente poseída por el barón Harkonnen, lo que le lleva a la locura y al suicidio.

## En otros medios
La casa Harkonnen es un personaje de la mayoría de los juegos de estrategia basados en Dune, al igual que la casa Atreides. Sin embargo, al contrario que en la novela, donde el color familiar de los Atreides es el Rojo y el de los Harkonnen el Azul, en los videojuegos esta relación es la opuesta, para no diferenciarse de la convención respecto a personajes buenos y malos.

## Los Harkonnen en los juegos de Dune
En la novela, la heráldica de la casa Harkonnen, es un grifo azul, y la Casa Atreides, un halcón Rojo, pero Westwood Studios la cambio por una cabra roja, para así enfatizar la diferencia entre el bien y el mal, siendo la casa Atreides, cambiada igualmente a una águila azul.
La Casa Harkonnen ocupa un lugar destacado en los juegos de Dune. Lady Elara hace una breve descripción de la casa para Emperor: Battle For Dune:

Casa de los Harkonnen, desde los volcánicos páramos de Giedi Prime. Los Harkonnen sólo conocen la maldad, el odio y la brutalidad. Su líder es el corrupto y vil Barón Rakan. Sus hijos — Gunseng y Copec — hambrientos del poder de Rakan, esperan con impaciencia la muerte del barón. Ambos conspiran para tomar su lugar. Pero mientras vive, se alimentan sobre él como parásitos.